# Jinty Caenepeel
Jinty Caenepeel (18 juli 1996) is een voormalig Belgisch voetballer die doorgaans als rechtsbuiten speelde.

## Carrière

### Jeugd
Caenepeel genoot zijn jeugdopleiding bij VG Oostende, KV Oostende, Cercle Brugge en KAA Gent. In de zomer van 2013 kon hij naar Juventus FC, maar AA Gent weigerde het bod. Caenepeel, die bij voorkeur als rechterflankaanvaller speelt, werd als jeugdspeler geroemd om zijn snelheid, balvastheid en degelijk schot, al werd zijn combinatiespel aanvankelijk wel als ondermaats gezien en werden gezien zijn vleugelpositie zijn voorzetten en passes als werkpunten opgenomen.

### KAA Gent
Op 19 oktober 2013 debuteerde Caenepeel in het betaald voetbal: hij viel die dag in de 79e minuut in voor César Arzo tijdens een competitiewedstrijd tegen KSC Lokeren (2-2). Later dat seizoen liet Gent-trainer Mircea Rednic hem ook invallen in de Play-off 2-wedstrijd tegen Lierse SK. In april 2014 verlengde hij zijn contract bij KAA Gent tot 2016.

### Cercle Brugge
Toen hij bij AA Gent niet meer aan spelen toekwam, werd hij in januari 2015 voor de rest van het seizoen uitgeleend aan Cercle Brugge. Bij zijn officiële debuut op 17 januari 2015 scoorde hij tegen Sporting Charleroi zijn eerste doelpunt in de Jupiler Pro League. Desondanks kon hij op het einde van het seizoen de degradatie van Cercle Brugge niet verhelpen. Na afloop van zijn uitleenbeurt werd zijn contract bij KAA Gent in onderling overleg beëindigd.

### FC Eindhoven
Caenepeel ondertekende in augustus 2015 een driejarig contract bij FC Eindhoven, de nummer twee van het voorgaande seizoen in de Eerste divisie. In zijn debuutseizoen was hij er meteen goed voor vijftien goals en zeven assists. In de derde periode van het seizoen 2015/16 kreeg hij dan ook een Bronzen Stier toegekend. Het leverde hem na zijn debuutseizoen interesse op van de Engelse tweedeklasser Barnsley FC. Caenepeel vertrok uiteindelijk niet, mede doordat Eindhoven een transferprijs van minstens een half miljoen euro op zijn hoofd plakte.
In zijn tweede seizoen kreeg hij door de komst van Yanni De Vriendt, Jonathan Rowell en Tibo Van de Velde nog meer Belgische ploegmaats, bovenop Dario Van den Buijs, Sebastiaan De Wilde, Maxime Gunst, Timothy Durwael, Fries Deschilder, Tibeau Swinnen en Jari Vandeputte. Dat seizoen was Caenepeel goed voor twee goals – allebei in de 6-2-derbyzege tegen NAC Breda – en acht assists in de Eerste divisie.

### SBV Excelsior
In juli 2017 stapte hij over naar Eredivisieclub SBV Excelsior. Caenepeel werd er herenigd met Mitchell van der Gaag, zijn trainer uit zijn eerste seizoen bij Eindhoven. Wegens extrasportieve problemen kon Caenepeel zich nooit helemaal doorzetten bij Excelsior.

### Knokke FC
Na vier jaar in Nederland haalde Knokke FC hem in september 2019 terug naar België. In het seizoen 2019/20 speelde hij zes competitiewedstrijden in Tweede klasse amateurs, waarin hij eenmaal scoorde. In het seizoen 2020/21, waarin Knokke door de coronapandemie slechts vijf officiële wedstrijden speelde (twee competitie- en drie bekerwedstrijden), kwam Caenepeel geen enkele keer in actie. In die voetballuwe periode raakte Caenepeel zijn zin in het voetbal kwijt, waarop hij in de zomer van 2021 stopte met voetballen.

## Clubstatistieken
| Seizoen | Club            | Land               | Competitie         | Competitie | Competitie | Beker | Beker | Internationaal | Internationaal | Totaal | Totaal |
| Seizoen | Club            | Land               | Competitie         | Wed.       | Dlp.       | Wed.  | Dlp.  | Wed.           | Dlp.           | Wed.   | Dlp.   |
| ------- | --------------- | ------------------ | ------------------ | ---------- | ---------- | ----- | ----- | -------------- | -------------- | ------ | ------ |
| 2013/14 | KAA Gent        | Vlag van België    | Jupiler Pro League | 2          | 0          | 0     | 0     | —              | —              | 2      | 0      |
| 2014/15 | KAA Gent        | Vlag van België    | Jupiler Pro League | 0          | 0          | 0     | 0     | —              | —              | 0      | 0      |
| 2014/15 | → Cercle Brugge | Vlag van België    | Jupiler Pro League | 7          | 1          | 2     | 0     | —              | —              | 9      | 1      |
| 2015/16 | FC Eindhoven    | Vlag van Nederland | Eerste divisie     | 30         | 15         | 0     | 0     | —              | —              | 30     | 15     |
| 2016/17 | FC Eindhoven    | Vlag van Nederland | Eerste divisie     | 26         | 2          | 2     | 1     | —              | —              | 28     | 3      |
| 2017/18 | Excelsior       | Vlag van Nederland | Eredivisie         | 17         | 2          | 0     | 0     | —              | —              | 17     | 2      |
| 2018/19 | Excelsior       | Vlag van Nederland | Eredivisie         | 1          | 0          | 0     | 0     | —              | —              | 1      | 0      |
| 2019/20 | Knokke FC       | Vlag van België    | Tweede afdeling    | 6          | 1          | 0     | 0     | —              | —              | 6      | 1      |
| 2020/21 | Knokke FC       | Vlag van België    | Eerste nationale   | 0          | 0          | 0     | 0     | —              | —              | 0      | 0      |
| Totaal  | Totaal          | Totaal             | Totaal             | 89         | 21         | 4     | 1     | 0              | 0              | 93     | 22     |